# A lator evangéliuma
A lator evangéliuma (Według łotra) egy 1978-ban megjelent szürrealista regény Adam Wiśniewski-Snerg tollából. A regény erőteljesen merít az Újszövetségből, mindezt a szerzőtől megszokott, elferdített valósággal tálalva. Sok rajongója szerint ez a regény szolgáltatta az alapot a Mátrix című filmhez.
Magyarul 2013-ban jelent meg Nemere István fordításával, a Galaktika Fantasztikus Könyvek-sorozat tagjaként.

## Cselekmény
|  | Alább a cselekmény részletei következnek! |

A történet egy fiktív városban, Kroywenben játszódik. Carlos Ontena kábultan ébred saját otthonában, és döbbenten veszi észre, hogy az őt körülvevő világ teljesen megváltozott. Használati tárgyairól kiderül, hogy csupán színházi kellékek, és korábban megismert barátai is bábukká változtak – a szó szoros értelmében. Ontena hiába próbálja meggyőzni az embereket, ők nem látják másnak a világot. Ontena rájön, hogy Kroywenben mindenki kellék egy filmhez, melyet maga a rendező irányít. A férfi pedig kiemelkedett a bábuk sorából, hogy a film egyik főszereplőjévé váljon. 
Ontena kivételes szereplővé válik. Féltékenységből elpusztítja a barátnőjével szeretkező főnökét, és akaratán kívül még – az előre megírt forgatókönyv miatt – miatta válik öngyilkossá több rendőr is. Köztük is akad egy színész, de nem kívánja segíteni Ontenát. A férfi később még több rablást is elkövet, és hírhedt bűnözővé válik.         
Eközben felbukkan egy magát Fakó Jacknek nevező próféta – szintén színész – aki Jézust alakítja, és bibliai idézeteket kántál a népnek, valamint sorra teszi a csodákat. Ontena a saját akaratán kívül mellészegődik, egy másik, szintén hírhedt bűnözővel együtt. Mikor már kezdi rendbe hozni kapcsolatát a barátnőjével, elfogják. A történet végén visszaváltozik bábbá, és elkíséri Jacket a keresztútján. Őt is keresztre feszítik, és latorként rá is a pusztulás vár.        
|  | Itt a vége a cselekmény részletezésének! |

## Magyarul
- A lator evangéliuma; ford. Nemere István; Metropolis Media, Bp., 2013 (Galaktika fantasztikus könyvek)

## Külső hivatkozások
- A lator evangéliuma a Galaktikabolt.hu-n
- Az SFmag.hu kritikája a könyvről
- A lator evangéliuma a Moly.hu-n